# Castelfidardo
Castelfidardo är en ort och kommun i den italienska provinsen Ancona, regionen Marche, nära Loreto. Kommunen hade 18 683 invånare (2018).
Castelfidardo har gått till historien främst för slaget där i vilken den sardinska hären under Enrico Cialdini den 18 september 1860 slog de påvliga trupperna under Lamoricière.